# Нижні Куганари
Ни́жні Кугана́ри (рос. Нижние Куганары, чув. Пĕчĕк Кăканар) — присілок у Чувашії Російської Федерації, у складі Єфремкасинського сільського поселення Аліковського району.
Населення — 110 осіб (2010; 112 в 2002, 182 в 1979, 221 в 1939, 178 в 1926, 158 в 1897, 119 в 1858).
Національний склад (на 2002 рік):
- чуваші — 100 %

## Історія
Засновано у першій половині 19 століття переселенцями з присілку Куганар як околоток села Троїцьке (нині Асакаси). До 1866 року селяни мали статус державних, займались землеробством, тваринництвом, слюсарством, виробництвом взуття. На початку 20 століття діяв вітряк. 1931 року створено колгосп «Ударник». До 1927 року присілок входив до складу Яндобинської та Асакасинської волостей Ядринського повіту, з переходом на райони 1927 року — спочатку у складі Вурнарського району, у період 1939–1956 років — у складі Калінінського, у період 1956-1962 років — у складі Аліковського району, у період 1962-1965 років — знову у складі Вурнарського, після чого повернуто до складу Аліковського району.